# Emlékezz rám
Az Emlékezz rám (Remember Me) egy 2010-ben bemutatott filmdráma, Robert Pattinson és Emilie de Ravin főszereplésével. A filmet New Yorkban és Manhattanben forgatták 2009 nyarán. Robert Pattinson executive producerként is részt vett a munkálatokban.

## Történet
|  | Alább a cselekmény részletei következnek! |

1991-ben New York egyik metróállomásán egy éjjel a 11 éves Ally Craig végignézi, ahogy egy rabló mellkason lövi az édesanyját. Tíz évvel később Ally (Emilie de Ravin) a New York-i Egyetem hallgatója, édesapjával, a megkeseredett rendőrrel, Neillel (Chris Cooper) él.
Tyler Hawkins (Robert Pattinson) 21 éves, élete értelmét vesztette, mióta ő talált rá imádott bátyja, Michael holttestére, miután az 22 éves korában öngyilkos lett. Tyler kapcsolata az apjával, a jómódú üzletember Charles-szal (Pierce Brosnan) bátyja halála miatt igen feszült, a fiú folyamatosan lázad apja akarata ellen. Egy könyvesboltban dolgozik és közben a New York-i Egyetem óráira jár, bár nem iratkozott be. Tyler azért is haragszik apjára, mert az egyáltalán nem törődik legkisebb gyermekével, Caroline-nal (Ruby Jerins) és a kislány emiatt is súlyos beilleszkedési problémával küszködik az iskolában.
Egy éjjel az ittas Tyler és szobatársa, Aidan (Tate Ellington), verekedésbe keverednek az utcán, Tyler megpróbál segíteni néhány bajba jutott fiatalnak. A kiérkező rendőr, Neil, igazságtalanul jár el, ezért Tyler vitába keveredik vele. Válaszul Neil egy éjszakára börtönbe zárja a két fiút. Aidan egyik nap meglátja, hogy Neil kiteszi a lányát az egyetemnél, és bosszút forral, amibe Tylert is belerángatja. Ráveszi a fiút, hogy kezdjen el udvarolni a rendőr lányának, Allynek, csábítsa el, majd dobja ki a lányt. Tyler elkezd randizni Allyvel, s a két fiatal sok közös vonást fedez fel, többek között a szeretteik elvesztése is összeköti őket, s lassan egymásba szeretnek. Miután Ally Tylerrel tölti az éjszakát, és csak másnap megy haza, Neil mérgében pofon vágja a lányát. Ally dühében összepakol és Tylerékhez költözik. Amikor Neil rájön, hol a lánya, betör Tyler lakásába, s összeverekedik a fiúval. A dühös Tyler bántani akarja a pökhendi rendőrt, ezért a szemébe vágja, hogy csak kihasználta egyetlen lányát. Neil csaknem megöli a fiút dühében, aki végül a bűntudattól vezérelve mindent elmond Allynek. A csalódott lány szakít vele és hazaköltözik az apjához. Csak akkor enyhül meg Tyler irányában, amikor Aidan bevallja neki, hogy az egész az ő ötlete volt és Tyler valóban szerelmes a lányba.
Közben az iskolában Caroline-t csúfolják a többiek, majd egy születésnapi összejövetelen brutálisan levágják hosszú haját. Amikor aztán Tyler jelenlétében is csúfolják a kislányt, Tyler dühösen szétveri az osztálytermet, ami miatt újra börtönbe kerül. Az eset elkezdi összehozni apát és fiát, Charles megenyhül a kislányt védő fiú iránt, Tyler pedig kezd rájönni, hogy az apja sem az a szörnyeteg, akinek hitte. Charles arra kéri a fiát, találkozzon az ügyvédekkel az irodájában a rongálás ügyében. Amíg Tyler az apjára vár az irodában, kibámul az ablakon, s a néző ekkor veszi észre, hogy Charles irodája a World Trade Centerben található. Eztuán Caroline iskolájában a táblára írt dátumot mutatja a kamera: 2001. szeptember 11.
Tyler áldozatául esik a terrortámadásnak, melyet a film többi szereplője is végignéz, annak tudatában, hogy Tyler a felhőkarcolóban tartózkodott. Egy évvel később a család együtt áll Tyler sírkövénél, majd Charlest látjuk, ahogy kézen fogva sétál kislányával egy kiállításon. Az utolsó képsorokon Ally felszáll a metróra, amire édesanyja halála óta nem volt példa.

## Szereplők
| Színész          | Szerep                          | Magyar hang    |
| ---------------- | ------------------------------- | -------------- |
| Robert Pattinson | Tyler Hawkins                   | Simonyi Balázs |
| Emilie de Ravin  | Alyssa "Ally" Craig             | Vadász Bea     |
| Chris Cooper     | Neil Craig, Ally father         | Kőszegi Ákos   |
| Pierce Brosnan   | Charles Hawkins, Tyler apja     | Kautzky Armand |
| Lena Olin        | Diane Hirsch, Tyler anyja       | Söptei Andrea  |
| Tate Ellington   | Aidan Hall                      | Hamvas Dániel  |
| Gregory Jbara    | Les Hirsch, Diane új élettársa  | Harmath Imre   |
| Chris McKinney   | Leo                             | Kardos Róbert  |
| Ruby Jerins      | Caroline Hawkins, Tyler kishúga | Károlyi Lili   |
| Kate Burton      | Janine, Charles asszisztense    | Frajt Edit     |